# Ричфілд (Пенсільванія)
Ричфілд (англ. Richfield) — переписна місцевість (CDP) в США, в округах Джуніата і Снайдер штату Пенсільванія. Населення — 530 осіб (2020).

## Географія
Ричфілд розташований за координатами 40°41′1″ пн. ш. 77°7′25″ зх. д. / 40.68361° пн. ш. 77.12361° зх. д. (40.683698, -77.123669). За даними Бюро перепису населення США в 2010 році переписна місцевість мала площу 3,02 км², з яких 3,01 км² — суходіл та 0,01 км² — водойми.

## Демографія
Згідно з переписом 2010 року, у переписній місцевості мешкало 549 осіб у 194 домогосподарствах у складі 143 родин. Густота населення становила 182 особи/км². Було 217 помешкань (72/км²).
Расовий склад населення:
| - 96,7 % — білих - 1,6 % — чорних або афроамериканців - 0,5 % — азіатів - 0,2 % — корінних американців |

До двох чи більше рас належало 0,7 %. Частка іспаномовних становила 0,9 % від усіх жителів.
За віковим діапазоном населення розподілялося таким чином: 22,6 % — особи молодші 18 років, 51,4 % — особи у віці 18—64 років, 26,0 % — особи у віці 65 років та старші. Медіана віку мешканця становила 40,7 року. На 100 осіб жіночої статі у переписній місцевості припадало 84,2 чоловіків; на 100 жінок у віці від 18 років та старших — 82,4 чоловіків також старших 18 років.
Середній дохід на одне домашнє господарство становив 56 573 долари США (медіана — 46 471), а середній дохід на одну сім'ю — 73 452 долари (медіана — 59 167). За межею бідності перебувало 5,4 % осіб, у тому числі 0,0 % дітей у віці до 18 років та 1,4 % осіб у віці 65 років та старших.
Цивільне працевлаштоване населення становило 208 осіб. Основні галузі зайнятості: роздрібна торгівля — 26,4 %, освіта, охорона здоров'я та соціальна допомога — 23,6 %, виробництво — 15,9 %.